# 大久保藍子
大久保 藍子（おおくぼ あいこ、11月14日 - ）は、日本の女性声優 。リマックス所属。東京都出身。

## 来歴
元々舞台出身で、舞台をしていた時は、声の仕事はあまり意識していなかったという。
ちょっとした縁で声の仕事をくれるようになり、次第に「楽しいな」と思いはじめたという。
舞台と声優、「どちらに重きを置いていこうか」と悩んでしまったという。舞台の仕事は、劇団に入団して役もくれたたため、「このままやっていける」という感触はあったが、一方の声の仕事はなんの保証もなかったが、「もっと声の仕事をやってみたいし……」という感じだったという。その時に、あるスタッフに「これを見てみなさい」と『トップをねらえ!』のDVDを渡されたという。それを見て感銘を受けたため、「やっぱり声の仕事をやりたい!」と強く思い、本格的に声優としての活動を始める。
2012年3月31日付で、7年間所属したTABプロダクションを退所した。
ビジュアル・スペース俳優養成所18期生。
2016年4月1日よりキャトルステラに所属後、2018年1月1日よりフリー。同年4月1日よりリマックスに所属。

## 人物
趣味は、映画鑑賞、ピクロス、妄想。
尊敬する声優に日髙のり子を挙げており、日髙とはゲーム『アオイシロ』で共演している。

## 出演
太字はメインキャラクター。

### テレビアニメ
2006年
- びんちょうタン（お母さん）
- BLOOD+（キャンペンガール）

2008年
- 紅（犬塚弥生）
- 夜桜四重奏 〜ヨザクラカルテット〜（2008年 - 2013年、V・じゅり・F） - 2シリーズ

2009年
- アキカン!（東風揺花）
- けいおん!（先生）
- 夏のあらし!（まなみ）
- ファイト一発!充電ちゃん!!（漏電ちゃんA）

2010年
- ダンス イン ザ ヴァンパイアバンド（ジジ）
- FAIRY TAIL（村の少女）
- 真・恋姫†無双 〜乙女大乱〜（周泰）
- ぬらりひょんの孫（2010年 - 2011年、苔姫、女生徒） - 2シリーズ
- はっけん たいけん だいすき!しまじろう

2011年
- フリージング（通信、人工音声）
- 星空へ架かる橋（藤堂こより）
- 世界一初恋2（山田先生）

2012年
- 夏雪ランデブー（バーン）

2013年
- 世界でいちばん強くなりたい!（実況）

2016年
- この美術部には問題がある!（女子）
- TO BE HERO（キャバ嬢A、オネエメガネ）

2020年
- D4DJ First Mix（女生徒）

2022年
- 陰の実力者になりたくて!（担任）

2023年
- 転生王女と天才令嬢の魔法革命（メイド）
- Lv1魔王とワンルーム勇者（主婦A）
- ミギとダリ（客4）
- ウマ娘 プリティーダービー Season 3（果物屋）
- 新しい上司はど天然（店員）

2024年
- アンデッドアンラック（看護師）
- カードファイト!! ヴァンガード Divinez（看護師）
- バーテンダー 神のグラス（インタビュアー）
- 神之塔 -Tower of God-（ミヤ） - 2シリーズ
- なぜ僕の世界を誰も覚えていないのか?（囁き声）
- 村井の恋（客）
- アクロトリップ（主婦、女の子）

2025年
- トリリオンゲーム（女性スタッフ、報道部）
- Summer Pockets
- 九龍ジェネリックロマンス（女性A）
- SAKAMOTO DAYS（おばちゃん）

### 劇場アニメ
- コードギアス 奪還のロゼ（2024年、黒の騎士団兵）

### OVA
- アキカン!（2009年、東風揺花）
- 夜桜四重奏 〜ホシノウミ〜（2010年、V・じゅり・F）
- 真・恋姫†無双〜乙女大乱〜 †あわわっBlu-ray/DVD第七巻はOVAすぺしゃるです〜†（2011年、周泰）
- 星空へ架かる橋 OVAスペシャル（2011年、藤堂こより）
- およめさまHONEYDAYS（2014年、洋子[注 1]）

### Webアニメ
- Starry☆Sky（2010年、東月錫也〈幼少期〉）
- 極主夫道（2021年、主婦A、主婦B）
- 月曜日のたわわ2（2021年、マネージャー、同僚、歓声、職員）

### ゲーム
2005年
- 蚊とりアタック（女の子）
- ドジョッ子つかみ（子供）

2006年
- 魔砲使い黒姫（熔葵妃）

2007年
- グリムグリモア（リレ・ブラウ）

2008年
- アオイシロ（秋田百子）

2009年
- 激弾娘あかね（あおい）
- Sugar+Spice! 〜あのこのステキな何もかも〜（深山藍衣）
- Sweet HoneyComing（前園・Clarissa・皐）

2011年
- 乙女はお姉さまに恋してるPortable 2人のエルダー（仁科衛里）
- くろネコONLINE（マジシャン・ハンター）
- 萌え萌え大戦争☆げんだいばーん+（ソフィア）
- ラヴきゅん!アイドルバトル（結城七海）

2012年
- 萌え萌え大戦争☆げんだいばーん++（ソフィア、しんちゃん）

2013年
- キサラギGOLD★STAR -NONSTOP GO GO!!-（岡部早苗）
- 限界凸騎 モンスターモンピース（グレース）

2014年
- かんぱに☆ガールズ（マモン・ベルセリス、オン・イズモ）
- 恋姫†演武（周泰）
- 車なごコレクション（Jeep®レネゲード）
- 天空のクラフトフリート（チェロル、カエデ）

2015年
- 三国志炎舞～王様の物語～（鄒氏、大喬、黄忠）
- 戦場のツインテール（アーサー、ガウェイン）
- 魔砲使い 黒姫（搭の魔女）
- 戦の海賊（ステラ）
- 蒼焔の艦隊（フェイソン、レイラ）
- 九十九姫（ピナーカ）
- ビーナスイレブンびびっど！（土倉みさ）
- 幻魔郷ワンダラー（アーサー）
- ChuSingura46+1 -忠臣蔵46+1- V（早水藤左衛門）
- 雷子（満寵）
- モンスター娘のいる日常オンライン（マーシュ、ルカ、ユキ、フェレー）

2016年
- ファイトリーグ（塾長 ヴィラン・ソ・ダーツ）
- レジェンド オブ アルスマーナ（マーガレット、アンナ）
- トリックスター 召喚士になりたい（エルバ）
- 星織ユメミライ Converted Edition（瀬川夏希）

2017年
- リネージュ2 レボリューション（占星術師・モリー）
- ヴィーナスランブル（ヘパイストス）
- グラナド・エスパダ（ヘルメス）
- UNDER NIGHT IN-BIRTH（2017年 - 2020年、ゾハル） - 2作品
- めしクエ

2018年
- あの日の旅人、ふれあう未来（九条院光子）
- MU LEGEND（サキュバス）
- 天涯ニ舞ウ、粋ナ花
- Summer Pockets（スズメ 他）

2019年
- デスティニーチャイルド（ティアマト）
- モンスターストライク（2019年 - 2023年、黄飛虎）
- クイズRPG 魔法使いと黒猫のウィズ（ネオン）
- ブラッドステインド:リチュアル・オブ・ザ・ナイト（アビゲイル・クリーズ）

2020年
- Summer Pockets REFLECTION BLUE（スズメ 他）
- 恋する乙女と守護の楯 Re:boot The "SHIELD-9"（藤代凪紗）- PS4 / Nintendo Switch版

2021年
- ロードモバイル（エレメンタリスト、竜の末裔、オラクル）
- ジャックジャンヌ
- 東方ダンマクカグラ（星熊勇儀）

2023年
- マリオ+ラビッツ_ギャラクシーバトル (アレグラ) - DLC 2 ザ・ラスト・スパークス・ハンター

### ドラマCD
- アオイシロドラマCD関連（秋田百子）
  - 「青い城と梢子の靴」
  - 「青い城の縁結び」
  - 「青い城の円舞曲」
  - 「青城奇譚」
- アキカン!（東風揺花）
- 紅 -kure-nai-
- タロットメイデンきさら（ディオニッソス）
- なまいきざかり（成瀬瞳）

### 吹き替え
- ジュマンジ/ウェルカム・トゥ・ジャングル （カルメン）
- FBI: 特別捜査班 シーズン2
- キング・ホステージ （リジー）
- ゴッド・オブ・ウォー 導かれし勇者たち （アヴェリ）
- コールドケース5（コーリー）
- ザ・ゲーム（モリー）
- サバイバル・トラップ （ロリ）
- ジェネシス (テレビドラマ)（アレクサ）
- 新REC レック デッド・ビギニング （シンディ）
- ストレイ‐悲しみの化身‐ （ターニャ）
- ダーティーガイズ （メリッサ）
- ハード・ナイト・フォーリング（メアリー〈シネー・ムトサエラス〉[35]）
- ブラッド・インフェルノ （エリカ）
- プロジェクトランウェイ シーズン17（エレイン・ウェルタロス）
- 真心が届く 〜僕とスターのオフィス・ラブ！？～ （ヤン・ウンジ）
- ユージュアル・ネイバー （サンドラ）
- レゴ Hidden Side （パーカー）

### ラジオ
- アオイシロWebラジオ・青城女学院放送室（Galge.com：2008年2月18日 - 10月21日、メインパーソナリティー）
- ラジオ・星空へ架かる橋「よろづよ別館」（音泉：2011年4月1日 - 8月26日、メインパーソナリティー）
- 魁☆早稲田丸!! 〜あずりすぎてよかですか?〜（音泉：2014年4月3日 - 2016年1月21日）[36]

### 舞台
- また逢おうと龍馬は言った
- シェイクスピアしましょ~ 虚実皮膜真夏夜夢~
- 愛故に ら・るる
- 信州幸福考
- " ... In The Attic "（まごころ18番勝負 第14回体感型朗読公演）
- 錯惑の機序、或いはn質点系の自由度 The Slight Light Like Sleight of Hand. (まごころ18番勝負 第15回公演)
- THE LIVE READING 武装少女マキャヴェリズム（2017年、亀鶴城メアリ）[37]
- 三番目の恋人
- 朗読劇『想像の水底』

### 特撮
- 快盗戦隊ルパンレンジャーVS警察戦隊パトレンジャー（2019年、ニュースキャスターの声）

### その他
- 忙しい人のための幻想郷シリーズ（メディスン・メランコリー、秋静葉、秋穣子）
- フルボイスデジタルコミック『ネコ神様にお願い』（女生徒）

## ディスコグラフィ

### キャラクターソング
| 発売日         | タイトル                                                                           | 歌 | 楽曲                       | 備考                                            |
| -------------- | ---------------------------------------------------------------------------------- | --- | -------------------------- | ----------------------------------------------- |
| 2011年8月3日   | 星空へ架かる橋 キャラクターソングアルバム                                          | 藤堂こより（大久保藍子） | 「Mighty Girl パワーde ☆」 | テレビアニメ『星空へ架かる橋』関連曲            |
| 2013年11月27日 | 夜桜四重奏 キャラクターソングベスト＆オリジナルサウンドトラック 桜新町の鳴らし方。 | 槍桜ヒメ（福圓美里）、比泉秋名（梶裕貴）、七海アオ（藤田咲）、五十音ことは（沢城みゆき）、岸恭助（小野大輔）、岸桃華（戸松遥）、V・じゅり・F（大久保藍子）、V・りら・F（茅野愛衣） | 「またねとまたね」         | テレビアニメ『夜桜四重奏 〜ハナノウタ〜』関連曲 |